# Ronja Prinz

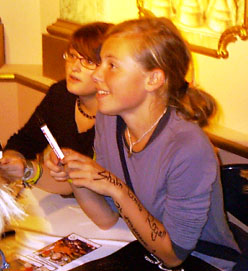
Prinz (rechts) schreibt Autogramme (2005)

Ronja Prinz (* 6. März 1990 in Berlin) ist eine deutsche Schauspielerin und Line Producerin.

## Leben
Seit Beginn der fünften Staffel von Schloss Einstein prägte sie in der Rolle der Tessa Rindfleisch wesentlich das Erscheinungsbild der Serie. Sie wurde im September 2003 von den Zuschauern zur beliebtesten Nachwuchsschauspielerin bei Schloss Einstein gewählt. Folge 428 war nach fast vier Jahren allwöchentlicher Bildschirmpräsenz ihre letzte Folge. Sie wirkte vom 28. Februar 2003 bis zum 25. März 2006 bei der Serie mit.
Ronja Prinz war auch über lange Zeit (2003–2006) in den Trailern des Check-Eins-Vormittagsprogramms in der ARD zu sehen. Zusätzlich entstanden über sie zwei Fortsetzung-folgt-Dokumentationen bei KI.KA. Daneben hatte Prinz einige Kurzauftritte in der rbb-Literatursendung Quergelesen, sowie diverse Studioauftritte in der KI.KA-Sendung Kikania. 2011 und 2012 spielte sie in zwei Serienpilotfilmen Ruckzuck − Die Umzieher und Helden des Alltags.
2009 absolvierte Prinz ihr Abitur am Hermann-von-Helmholtz-Gymnasium in Potsdam.
Sie ist vor allem als Line Producerin bei der Produktion von Fernsehsendungen, Musikvideos und Werbespots tätig. Seit April 2021 ist sie selbstständig als Geschäftsführerin der Film- und Videoproduktionsfirma „Studio 11:40“ mit Sitz in Berlin.

## Filmografie (Auswahl)
Schauspielerin
- 2002–2006: Schloss Einstein (Fernsehserie, 148 Episoden)
- 2012: Ruckzuck – Die Umzieher (Fernsehfilm)
- 2013: Helden des Alltags (Fernsehfilm)

Producer
- 2017: Clueso feat. Kat Frankie – Wenn du liebst (Musikvideo)
- 2017: Tokio Hotel – Boy Don’t Cry (Musikvideo)
- 2017: Philipp Dittberner – Jede Nacht gehen die Lichter aus (Musikvideo)

Produktionsleitung
- 2016: Philipp Poisel – Erklär mir die Liebe (Musikvideo)
- 2019: Rammstein – Deutschland (Musikvideo)
- 2020: Loredana – Checka[2] (Musikvideo)
- 2020: Loredana – Intro[3] (Musikvideo)